# Vịnh Sodwana
Vịnh Sodwana là một vịnh nằm ở bờ biển phía bắc KwaZulu-Natal, một tỉnh của Nam Phi. Đây là một nơi lặn biển giải trí nổi tiếng ở Nam Phi, với số lượt lặn có bình khí được ghi nhận nhiều nhất là vào năm 1996. Ngoài ra, đây cũng là nơi được nhiều người câu cá giải trí biết đến.